# 雷暴警告 (香港)

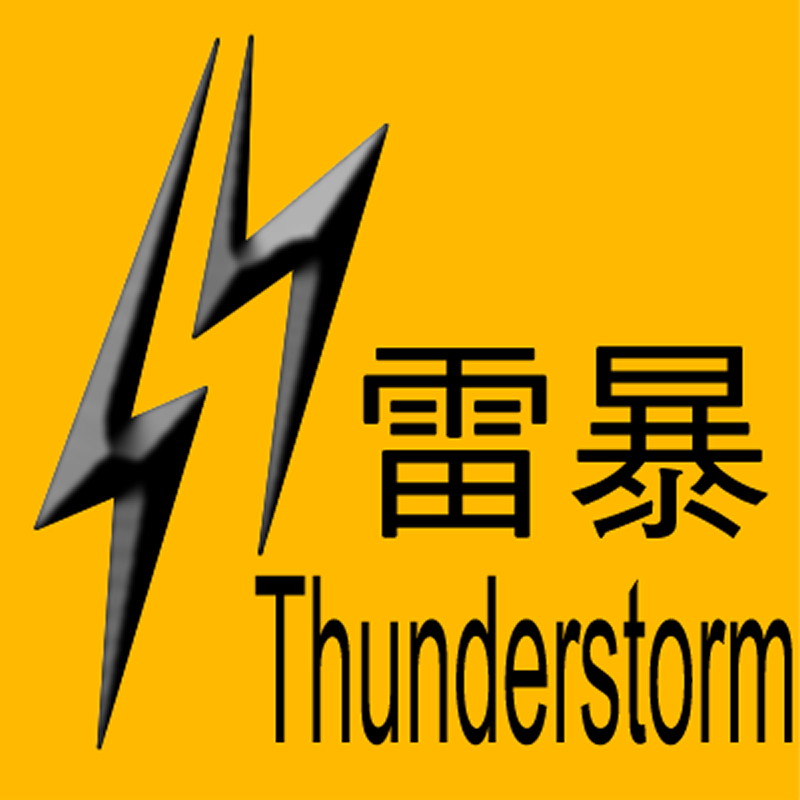
雷暴警告

雷暴警告（英語：Thunderstorm Warning）是旨在提醒市民雷暴有可能在短時間內（一至數小時內）影響香港境內任何地方，由香港天文台發出的警告信號。警告發出後，警告信息會透過電台和電視台向市民廣播，亦會在天文台的網頁及「打電話問天氣」系統（1878200）上發佈。
雷暴警告系統獨立於其他氣象警告，可以與其他警告同時生效（例如強烈季候風信號或熱帶氣旋警告信號、暴雨警告信號、山泥傾瀉警告、新界北部水浸特別報告、火災危險警告、酷熱天氣警告或寒冷天氣警告）。但由於雷暴影響香港下不會出現結霜，此警告不會與霜凍警告同時生效。
雷暴警告較為特別，是香港天文台各項警告信號中唯一一個設有有效時間的警告信號。如果雷暴有可能持續一段較長時間或影響境內其他地區，天文台會延長雷暴警告；如果雷暴在雷暴警告有效時間內移離本港並消散，天文台亦會考慮在有效時間結束前，提早取消雷暴警告。

## 現行警告系統簡介
為教育市民在惡劣天氣下的應變方法，天文台早在1967年4月起實施暴雨及雷暴警告信號，其中雷暴警告信號表示6小時內會發生暴雨及雷暴。1997年起，改為表示未來4小時內會發生雷暴。
無論雷暴影響範圍廣泛或只涉及某一地區，香港天文台都會發出雷暴警告，以及早提醒市民作出適當的安排。如果雷暴在短時間內只影響某一地區，天文台會在雷暴警告中說明雷暴影響的區域。如果雷暴有可能持續一段較長時間或影響境內其他地區，天文台會延長雷暴警告。如果雷暴影響範圍廣泛或影響的地區不斷轉移，天文台會在雷暴警告中指出雷暴將影響本港而不會特別提及個別地區。
雷暴的發展、移動與消散可以非常迅速，也有可能只影響局部地區。雷暴警告的作用在於補充日常的天氣報告，促請市民特別留意預報中已有提到或事前未有預料的雷暴，以協助工程師、承建商及其他可能因雷暴而受影響的人士，並提醒有關政府部門及機構採取相應行動。
雷暴警告生效時，香港的室外運動場、球場及泳池習慣上會暫停開放，以免場地使用者及泳客發生意外，然而有時雷暴只影響某一地區，其它地區卻可能天晴及酷熱，故可能出現天晴但泳池關閉的情景。值得一提的是，雷暴警告是香港天文台各項警告信號中一年內整體上發出次數最多的警告信號，有雨季時甚至有可能會一日內多次發出，如在2013年7月25日曾六度發出，1994年7月15日、2003年7月21日、2006年6月2日、2007年6月30日、2008年7月8日、2010年7月29日、8月19日、2014年6月20日及7月11日、2023年6月8日亦曾五度發出。
若天文台收到冰雹報告、陸龍捲／水龍捲報告，亦會在雷暴警告的天氣稿上加插相關字句，並以「特別天氣提示」顯示。

## 陣風預報或報告
當天文台預測香港廣泛或只涉及某一地區的陣風會超過每小時70公里的時候，會在雷暴警告的天氣稿上加插相關字句，說明那一個地區將受影響。
由於過往傳媒經常忽略不報，故天文台在2011年起，亦會在天文台網頁的主頁中顯示，成為「陣風預報」或「陣風報告」，並在2013年被「特別天氣提示」取代，而在天文台官方新浪微博及Twitter仍會顯示為「陣風預報」或「陣風報告」。
天文台於2020年雨季起加強向公眾發放雷暴資訊，並會按情況在雷暴警告及預測中加入「強烈狂風雷暴」、「猛烈陣風」等信息，提醒公眾留意強雷暴可引發具重大影響的天氣情況。

## 雷暴警告天氣稿
- 發出：

「天文台在＿月＿日［上午／下午］＿時＿分發出雷暴警告，有效時間至［今／明］日［上午／下午］＿時［00／15／30／45］分，預料［香港／九龍／港島／大嶼山／新界／新界西部／新界東部／＿＿］有［(N/A)／一兩陣／幾陣／頻密／局部地區性／零散／間中有］［(N/A)／狂風／強烈狂風］雷暴。」
- 更新：

「天文台在＿月＿日［上午／下午］＿時＿分發出雷暴警告，有效時間至［今／明］日［上午／下午］＿時［00／15／30／45］分，預料［香港／九龍／港島／大嶼山／新界／新界西部／新界東部／＿＿］有［(N/A)／一兩陣／幾陣／頻密／局部地區性／零散／間中有］［(N/A)／狂風／強烈狂風］雷暴。」
- 延長：

「天文台在＿月＿日［上午／下午］＿時＿分發出之雷暴警告，有效時間延長至［今／明］日［上午／下午］＿時［00／15／30／45］分，預料［香港／九龍／港島／大嶼山／新界／新界西部／新界東部／＿＿］有［(N/A)／一兩陣／幾陣／頻密／局部地區性／零散／間中有］［(N/A)／狂風／強烈狂風］雷暴。」
- 取消：

「天文台在＿月＿日［上午／下午］＿時＿分取消雷暴警告。」
- 若有需要，亦會加上以下字句：
  - 「在［上午／下午］＿時＿分左右，［地區］錄得每小時超過＿公里的［強／猛烈］陣風。」
  - 「預料高達每小時＿公里或以上的［強／猛烈］陣風（繼續）吹襲［香港／九龍／港島／大嶼山／新界／新界西部／新界東部／＿＿］。」
  - 「在［上午／下午］＿時＿分左右，＿＿有冰雹報告。」
  - 「在［上午／下午］＿時＿分左右，＿＿有［陸龍捲／水龍捲］報告。」
- 預防措施︰
  - 如身處室外，請儘快到安全地方躲避。
  - 離開水面。切勿在戶外游泳或進行其他戶外水上運動。
  - 切勿站立於高地或接近導電的物體、樹木或桅杆。
  - 提防強陣風。留心被飛散或墜落物件擊中。（此項只在當高地以外其他地點的監測站已錄得或預料會錄得風速超過每小時70公里的陣風可選擇考慮。）
  - 提防猛烈陣風。留心被飛散或墜落物件擊中。（此項只在當高地以外其他地點的監測站已錄得或預料會錄得風速超過每小時88公里的陣風可選擇考慮。）
  - 在高速公路或天橋上的駕車人士應減低車速，提防強陣風吹襲。（此項只在當高地以外其他地點的監測站已錄得或預料會錄得風速超過每小時70公里的陣風可選擇考慮。）
  - 在高速公路或天橋上的駕車人士應減低車速，提防猛烈陣風吹襲。（此項只在當高地以外其他地點的監測站已錄得或預料會錄得風速超過每小時88公里的陣風可選擇考慮。）
  - 離開受大雨影響的低窪及排水欠佳地區，以防水浸。（當局部地區性大雨影響低窪地區，並已錄得每小時超過50毫米的雨量，預料大雨將會持續，但沒有需要發出暴雨警告，可考慮選擇此項。）

## 注意事項
當雷暴發生時，天文台提醒市民應採取以下預防措施：
- 如身處在室外，請儘快到室內躲避。
- 離開水面，切勿游泳或進行其他水上運動。
- 避免使用電話或其他帶有插頭的電器，包括電腦等。
- 切勿接觸天線、水龍頭、水管、鐵絲網或其他類似金屬裝置。
- 避免用花灑淋浴。
- 切勿處理以開口容器盛載的易燃物品。
- 切勿站立於山頂上或接近導電性高的物體。樹木或桅杆容易被閃電擊中，應盡量遠離。閃電擊中物體後，電流會經地面傳開，因此不要躺在地上，潮濕地面尤其危險。應該蹲著並盡量減少與地面接觸的面積。
- 遠足及其他戶外活動人士，應隨身帶備收音機，不斷留意天文台發出的最新天氣消息。
- 留意暴雨可能隨時出現，切勿在河流、溪澗或低窪地區逗留。
- 在高速公路或天橋駛徑的駕車人士時，應提防強勁陣風吹襲。
- 海上的小艇應小心提防狂風或水龍捲襲擊。
- 如遇上龍捲風，應立即躲入堅固的建築物內。要遠離窗戶、蹲伏在地上並用手或厚墊保護頭部。如在室外，應遠離樹木、汽車或其他可被龍捲風吹起的物件 [1]。

## 雷暴警告頻率及生效日數
| 年份   | 發出次數 | 生效日數 | 雷暴日數 | 閃電日數 |
| ------ | -------- | -------- | -------- | -------- |
| 1947年 | 不適用   | 不適用   | 32       | 33       |
| 1948年 | 不適用   | 不適用   | 20       | 41       |
| 1949年 | 不適用   | 不適用   | 36       | 52       |
| 1950年 | 不適用   | 不適用   | 32       | 71       |
| 1951年 | 不適用   | 不適用   | 33       | 43       |
| 1952年 | 不適用   | 不適用   | 38       | 60       |
| 1953年 | 不適用   | 不適用   | 37       | 49       |
| 1954年 | 不適用   | 不適用   | 32       | 53       |
| 1955年 | 不適用   | 不適用   | 36       | 53       |
| 1956年 | 不適用   | 不適用   | 26       | 49       |
| 1957年 | 不適用   | 不適用   | 41       | 51       |
| 1958年 | 不適用   | 不適用   | 35       | 42       |
| 1959年 | 不適用   | 不適用   | 48       | 60       |
| 1960年 | 不適用   | 不適用   | 27       | 37       |
| 1961年 | 不適用   | 不適用   | 38       | 55       |
| 1962年 | 不適用   | 不適用   | 20       | 34       |
| 1963年 | 不適用   | 不適用   | 20       | 30       |
| 1964年 | 不適用   | 不適用   | 30       | 41       |
| 1965年 | 不適用   | 不適用   | 30       | 42       |
| 1966年 | 不適用   | 不適用   | 31       | 42       |
| 1967年 | 22       | 28       | 20       | 34       |
| 1968年 | 18       | 23       | 34       | 48       |
| 1969年 | 24       | 33       | 35       | 49       |
| 1970年 | 21       | 27       | 33       | 45       |
| 1971年 | 10       | 16       | 23       | 36       |
| 1972年 | 31       | 43       | 44       | 54       |
| 1973年 | 39       | 46       | 43       | 51       |
| 1974年 | 32       | 44       | 31       | 42       |
| 1975年 | 69       | 78       | 41       | 63       |
| 1976年 | 38       | 40       | 23       | 35       |
| 1977年 | 61       | 58       | 43       | 61       |
| 1978年 | 69       | 74       | 43       | 53       |
| 1979年 | 56       | 59       | 35       | 41       |
| 1980年 | 50       | 67       | 44       | 48       |
| 1981年 | 46       | 54       | 28       | 36       |
| 1982年 | 71       | 77       | 46       | 66       |
| 1983年 | 73       | 67       | 42       | 51       |
| 1984年 | 50       | 41       | 23       | 34       |
| 1985年 | 68       | 54       | 29       | 49       |
| 1986年 | 64       | 55       | 34       | 48       |
| 1987年 | 85       | 67       | 41       | 51       |
| 1988年 | 77       | 67       | 33       | 47       |
| 1989年 | 82       | 65       | 25       | 38       |
| 1990年 | 96       | 80       | 42       | 57       |
| 1991年 | 62       | 45       | 27       | 33       |
| 1992年 | 117      | 84       | 43       | 60       |
| 1993年 | 93       | 78       | 47       | 59       |
| 1994年 | 106      | 75       | 40       | 60       |
| 1995年 | 77       | 63       | 35       | 43       |
| 1996年 | 74       | 64       | 41       | 56       |
| 1997年 | 95       | 82       | 53       | 66       |
| 1998年 | 112      | 86       | 49       | 61       |
| 1999年 | 95       | 74       | 35       | 48       |
| 2000年 | 101      | 81       | 30       | 47       |
| 2001年 | 102      | 89       | 45       | 62       |
| 2002年 | 113      | 86       | 39       | 53       |
| 2003年 | 121      | 72       | 35       | 48       |
| 2004年 | 114      | 74       | 39       | 58       |
| 2005年 | 150      | 109      | 51       | 66       |
| 2006年 | 129      | 86       | 44       | 57       |
| 2007年 | 137      | 87       | 41       | 53       |
| 2008年 | 130      | 85       | 42       | 54       |
| 2009年 | 126      | 92       | 37       | 53       |
| 2010年 | 138      | 92       | 42       | 55       |
| 2011年 | 100      | 69       | 28       | 34       |
| 2012年 | 142      | 97       | 37       | 52       |
| 2013年 | 168      | 111      | 53       | 66       |
| 2014年 | 176      | 103      | 59       | 72       |
| 2015年 | 128      | 81       | 37       | 54       |
| 2016年 | 163      | 105      | 52       | 64       |
| 2017年 | 143      | 97       | 48       | 58       |
| 2018年 | 144      | 89       | 38       | 47       |
| 2019年 | 161      | 105      | 59       | 71       |
| 2020年 | 148      | 102      | 42       | 51       |
| 2021年 | 155      | 101      | 41       | 54       |
| 2022年 | 125      | 81       | 25       | 31       |
| 2023年 | 159      | ～104    | 40       | 48       |
| 2024年 | 189      | 125      | 54       | 61       |
| 2025年 | 107      | 45       | 21       | 26       |

註：以上資料截至2025年8月20日

## 紀錄之最
以下紀錄截至2024年10月。
- 最早全年首次發出：1995年1月3日12:30至14:30，維持2小時。
- 最晚全年首次發出：1970年5月2日20:00至3日08:00，維持半日。
- 最早全年最後發出：1968年7月4日13:00至5日01:00，維持半日。
- 最晚全年最後發出：2002年12月20日13:55至15:55，維持2小時。
- 生效時間最長：1975年5月14日14:30至18日07:00，維持88小時半（3日16小時半）。
- 生效時間最短：2004年7月1日14:06至14:35，維持29分鐘。
- 同一日內發出最多次數：2013年7月25日，共有6次。
- 發出最多次數的年份：2024年，共有189次，同時亦為一年之內發出最多次數的單一天氣警告。
- 發出最少次數的年份：1971年，只有10次。
- 雷暴警告生效日數最多的年份：2024年，共有125日。
- 雷暴警告生效日數最少的年份：1971年，只有16日。
- 最多雷暴日數的年份：2014年及2019年，各有59日。
- 最少雷暴日數的年份：1948年、1962至1963年及1967年，各只有20日。
- 最多閃電日數的年份：2014年，共有72日，打破1950年共有71日之舊紀錄。
- 最少閃電日數的年份：1963年，只有30日。而雷暴警告設立後則是2022年，只有31日。
- 最多落雹報告日數的年份：1983年，共有7日。
- 最多水龍捲報告日數的年份：2003年、2005年及2018年，各有4日。
- 最多龍捲風報告日數的年份：1986年及2004年，各有2日。

- 另外：1999年10月16日，雷暴警告曾與黃色火災危險警告及黃色暴雨警告信號同時生效[8]；2007年4月3日晚上至4月4日凌晨、2012年2月28日，雷暴警告曾與寒冷天氣警告同時生效；2022年9月10、17及18日，雷暴警告曾與黃色火災危險警告同時生效；2022年9月16日，雷暴警告曾與紅色火災危險警告同時生效；2022年12月17日凌晨，雷暴警告曾與寒冷天氣警告及強烈季候風信號同時生效。

## 外部連結
- 雷暴警告 - 香港天文台 （页面存档备份，存于）
- 香港天文台警告及信號資料庫 - 雷暴警告  （页面存档备份，存于）
- 香港天文台－雷暴警告狀況 （页面存档备份，存于）
- 自1947年香港的雷暴日數 （页面存档备份，存于）
- YouTube上的雷暴警告
- 氣象冷知識
  - YouTube上的雲間傳奇（一）電母雷神
  - YouTube上的雲間傳奇（二）山雨欲來…
  - YouTube上的防雷1.0
  - YouTube上的雷Sir講是唔講非 – 行雷閃電篇
  - YouTube上的天打雷劈
  - YouTube上的雷擊 — 趨吉避凶
  - YouTube上的雷擊 — 天降異象
  - YouTube上的無雷公咁遠…到底有幾遠?
  - YouTube上的強雷暴
  - YouTube上的行雷閃電會出事
- 天文台網誌
  - 天氣災害（二），李本瀅，13-07-2009
  - 怪風? （页面存档备份，存于），李本瀅，11-06-2009
  - 如何點算閃電? （页面存档备份，存于），李本瀅、馬偉民，24-09-2010
  - 航機為何要轉飛? （页面存档备份，存于），李本瀅、謝淑媚，31-12-2010
  - 雷暴及狂風 （页面存档备份，存于），龔穎恒、李國麟，21-04-2011
  - 雷暴警告你要知 （页面存档备份，存于），江如秋，03-09-2014